# Giải Canadian Screen cho nữ diễn viên chính xuất sắc nhất
Giải Genie cho nữ diễn viên chính xuất sắc nhất là một giải của Viện Hàn lâm Điện ảnh và Truyền hình Canada dành cho nữ diễn viên đóng vai chính trong một phim của Canada, được bầu chọn là xuất sắc nhất.

## Giải Genie lần 1
- Kate Lynch, Meatballs
- Louise Portal, Cordélia
- Louise Marleau, Heartbreak
- Micheline Lanctôt, A Scream of Silence
- Claire Pimpaire, Yesterday (Gabrielle)

## Giải Genie lần 2
- Marie Tifo, Les Bons débarras
- Geneviève Bujold, Final Assignment
- Jennifer Dale, Suzanne
- Charlotte Laurier, Les Bons débarras
- Andrée Pelletier, L'Homme à tout faire

## Giải Genie lần 3
- Margot Kidder, Heartaches
- Kim Cattrall, Ticket to Heaven
- Lesleh Donaldson, Funeral Home
- Ronalda Jones, Alligator Shoes
- Monique Spaziani, Les Beaux Souvenirs

## Giải Genie lần 4
- Rae Dawn Chong, La Guerre du Feu
- Sara Botsford, By Design
- Hélène Loiselle, Doux Aveux
- Monique Mercure, La Quarantaine
- Andrée Pelletier, Latitude 55°

## Giải Genie lần 5
- Martha Henry, The Wars
- Carole Laure, Maria Chapdelaine
- Barbara March, Deserters
- Marie Tifo, Lucien Brouillard
- Marie Tifo, Rien qu'un jeu

## Giải Genie lần 6
- Louise Marleau, La Femme de l'hôtel
- Pascale Bussières, Sonatine
- Linda Griffiths, Reno and the Doc
- Isabelle Mejias, Unfinished Business
- Andrée Pelletier, Walls
- Sonja Smits, That's My Baby!

## Giải Genie lần 7
- Margaret Langrick, My American Cousin
- Charlotte Laurier, La Dame en couleurs
- Christine Pak, 90 ngày
- Monique Spaziani, Le Matou
- Mary Steenburgen, One Magic Christmas

## Giải Genie lần 8
- Martha Henry, Dancing in the Dark
- Dorothée Berryman, Le Déclin de l'empire américain
- Jackie Burroughs, John and the Missus
- Tantoo Cardinal, Loyalties
- Helen Shaver, Lost!
- Marie Tifo, Pouvoir intime

## Giải Genie lần 9
- Sheila McCarthy, I've Heard the Mermaids Singing
- Frédérique Collin, Marie s'en va-t-en ville
- Jacinta Cormier, Life Classes
- Kate Lynch, Taking Care
- Gabrielle Rose, Family Viewing

## Giải Genie lần 10
- Jackie Burroughs, A Winter Tan
- Geneviève Bujold, Dead Ringers
- Kerrie Keane, Hitting Home
- Josette Simon, Milk and Honey
- Monique Spaziani, Les Portes tournantes

## Giải Genie lần 11
- Rebecca Jenkins, Bye Bye Blues
- Colleen Dewhurst, Termini Station
- Megan Follows, Termini Station
- Margaret Langrick, Cold Comfort
- Gabrielle Rose, Speaking Parts
- Catherine Wilkening, Jésus de Montréal

## Giải Genie lần 12
- Pascale Montpetit, H
- Alice Diabo, The Company of Strangers
- Cissy Meddings, The Company of Strangers
- Kate Nelligan, White Room
- Nina Petronzio, Vincent et moi

## Giải Genie lần 13
- Janet Wright, Bordertown Café
- Viveca Lindfors, North of Pittsburgh
- Enrica Maria Modugno, La Sarrasine
- Janet-Laine Green, The Shower
- Valerie Pearson, Solitaire

## Giải Genie lần 14
- Sheila McCarthy, The Lotus Eaters
- Élise Guilbault, Cap Tourmente
- Andrée Lachapelle, Cap Tourmente
- Pauline Lapointe, La Florida
- Aloka McLean, The Lotus Eaters

## Giải Genie lần 15
- Sandra Oh, Double Happiness
- Nancy Beatty, Henry & Verlin
- Geneviève Bujold, Mon amie Max
- Valérie Kaprisky, Mouvements du désir
- Marie Tifo, Les Pots cassés

## Giải Genie lần 16
- Helena Bonham Carter, Margaret's Museum
- Pascale Bussières, Eldorado
- Pascale Montpetit, Eldorado
- Isabel Richer, Eldorado
- Pascale Bussières, When Night is Falling

## Giải Genie lần 17
- Martha Henry, Long Day's Journey into Night
- Helene Clarkson, Blood & Donuts
- Marie Brassard, Le Polygraphe
- Louise Portal, Sous-sol
- Brenda Fricker, Swann

## Giải Genie lần 18
- Molly Parker, Kissed
- Isabelle Cyr, Karmina
- Alberta Watson, Shoemaker
- Sarah Polley, The Sweet Hereafter
- Gabrielle Rose, The Sweet Hereafter

## Giải Genie lần 19
- Sandra Oh, Last Night
- Ginette Reno, C't'à ton tour, Laura Cadieux
- Pierrette Robitaille, C't'à ton tour, Laura Cadieux
- Pascale Montpetit, Le Coeur au poing
- Anne-Marie Cadieux, Nô

## Giải Genie lần 20
- Sylvie Moreau, Post Mortem
- Elaine Cassidy, Felicia's Journey
- Jennifer Ehle, Sunshine
- Rosemary Harris, Sunshine
- Mary-Louise Parker, The Five Senses

## Giải Genie lần 21
- Marie-Josée Croze, Maelström
- Kim Hunter, Here's to Life!
- Ginette Reno, Laura Cadieux...La Suite
- Pierrette Robitaille, Laura Cadieux...La Suite
- Tilda Swinton, Possible Worlds

## Giải Genie lần 22
- Élise Guilbault, La Femme qui boit
- Katja Riemann, Desire
- Jillian Fargey, Protection
- Sarah Polley, The Law of Enclosures
- Anna Friel, The War Bride

## Giải Genie lần 23
- Arsinée Khanjian, Ararat
- Deborah Kara Unger, Between Strangers
- Molly Parker, Men With Brooms
- Polly Walker, Savage Messiah
- Isabelle Blais, Savage Messiah

## Giải Genie lần 24
- Sarah Polley, My Life Without Me
- Micheline Lanctôt, Comment ma mère accoucha de moi durant sa ménopause
- Molly Parker, Marion Bridge
- Rebecca Jenkins, Marion Bridge
- Karine Vanasse, Séraphin: un homme et son péché

## Giải Genie lần 25
- Pascale Bussières, Ma vie en cinémascope
- Isabelle Blais, Les Aimants
- Emily Hampshire, Blood
- Jacinthe Laguë, Elles étaient cinq
- Céline Bonnier, Monica la mitraille

## Giải Genie lần 26
- Seema Biswas, Water
- Gina Chiarelli, See Grace Fly
- Macha Grenon, Familia
- Arsinée Khanjian, Sabah
- Sylvie Moreau, Familia

## Giải Genie lần 27
- Julie LeBreton, Maurice Richard
- Jodelle Ferland, Tideland
- Fatou N'Diaye, Un dimanche à Kigali (A Sunday in Kigali)
- Ginette Reno, Le secret de ma mère
- Sigourney Weaver, Snow Cake

## Giải Genie lần 28
- Julie Christie, Away from Her
- Anne-Marie Cadieux, Toi
- Ellen Page, The Tracey Fragments
- Molly Parker, Who Loves the Sun
- Béatrice Picard, Ma tante Aline

## Giải Genie lần 29
- Isabelle Blais, Borderline
- Ellen Burstyn, The Stone Angel
- Marianne Fortier, Maman est chez le coiffeur
- Susan Sarandon, Emotional Arithmetic
- Preity Zinta, Heaven on Earth

Bản mẫu:GenieAwards